# Earl of Callendar
Earl of Callendar war ein erblicher britischer Adelstitel in der Peerage of Scotland.
Familiensitz der Earls war Callendar House bei Falkirk in Stirlingshire.

## Verleihung und Geschichte des Titels
Der Titel wurde am 6. Oktober 1641 für James Livingston, 1. Lord Livingston of Almond, geschaffen. Er war der dritte Sohn des Alexander Livingston, 1. Earl of Linlithgow. Zusammen mit der Earlswürde wurde ihm der nachgeordnete Titel Lord Livingston and Almond verliehen. Bereits am 19. Juni 1633 war ihm der Titel Lord Livingston of Almond verliehen worden. Die Verleihung erfolgte mit einem besonderen Zusatz, so dass die Titel bei seinem kinderlosen Tod an seinen Neffen als 2. Earl und bei dessen kinderlosem Tod an dessen Neffen als 3. Earl übergehen konnten.
Der Sohn des letzteren, der 4. Earl, erbte am 7. August 1695 von seinem Onkel George Livingston, 4. Earl of Linlithgow auch die Titel 5. Earl of Linlithgow (geschaffen 1600), 5. Lord Livingston and Callendar (geschaffen 1600) und 11. Lord Livingston (geschaffen 1458). Alle seine Titel gehörten zur Peerage of Scotland. Als überzeugter Jakobit beteiligte er sich am Aufstand 1715 und führte eine Kavallerieschwadron in die Schlacht von Sheriffmuir. Obwohl er sich nach der Schlacht dem Duke of Argyll ergab, wurde er am 17. Februar 1716 wegen Hochverrats verurteilt und geächtet, alle seine Titel wurde ihm damit aberkannt und seine Besitzungen und Ländereien wurden von der Krone eingezogen. Er selbst entkam 1716 auf den Kontinent und schloss sich dem Titularkönig Jakob III. im Exil in Urbino an.

## Liste der Earls of Callendar (1641)
- James Livingston, 1. Earl of Callendar († 1674)
- Alexander Livingston, 2. Earl of Callendar († 1685)
- Alexander Livingston, 3. Earl of Callendar († 1692)
- James Livingston, 5. Earl of Linlithgow, 4. Earl of Callendar († 1723) (Titel verwirkt 1716)